# Framboesa de Ouro de 2015
O Framboesa de Ouro de 2015 (no original: 36th Golden Raspberry Awards) é uma cerimônia de premiação que homenageia o pior da indústria cinematográfica em 2015. Os prêmios Framboesa de Ouro, também conhecidos como Razzies, são dados com base em votos de membros da Golden Raspberry Foundation. Os pré-nomeados foram divulgados em 22 de dezembro de 2015, com a lista oficial sendo revelada em 13 de janeiro de 2016. Os vencedores foram anunciados no dia 27 de fevereiro de 2016, um dia antes do Oscar. Pela terceira vez na história houve um empate na categoria de pior filme, dividida entre Fifty Shades of Grey e Fantastic Four.

## Vencedores e indicados
| Categoria                    | Nomeados |
| ---------------------------- | --- |
| Pior filme                   | Fantastic Four (20th Century Fox) |
| Pior filme                   | Fifty Shades of Grey (Universal Pictures/Focus Features)                                                                                         |
| Pior filme                   | Jupiter Ascending (Warner Bros.) |
| Pior filme                   | Paul Blart: Mall Cop 2 (Columbia) |
| Pior filme                   | Pixels (Columbia) |
| Pior ator                    | Jamie Dornan em Fifty Shades of Grey como Christian Grey                                                                                         |
| Pior ator                    | Johnny Depp em Mortdecai como Charlie Mortdecai                                                                                                  |
| Pior ator                    | Kevin James em Paul Blart: Mall Cop 2 como Paul Blart                                                                                            |
| Pior ator                    | Adam Sandler em The Cobbler e Pixels como Max Simkin e Sam Brenner                                                                               |
| Pior ator                    | Channing Tatum em Jupiter Ascending como Caine Wise                                                                                              |
| Pior atriz                   | Dakota Johnson em Fifty Shades of Grey como Anastasia "Ana" Steele                                                                               |
| Pior atriz                   | Katherine Heigl em Home Sweet Hell como Mona Champagne                                                                                           |
| Pior atriz                   | Mila Kunis em Jupiter Ascending como Jupiter Jones                                                                                               |
| Pior atriz                   | Jennifer Lopez em The Boy Next Door como Claire Peterson                                                                                         |
| Pior atriz                   | Gwyneth Paltrow em Mortdecai como Johanna Mortdecai                                                                                              |
| Pior ator coadjuvante        | Eddie Redmayne em Jupiter Ascending como Balem Abrasax                                                                                           |
| Pior ator coadjuvante        | Chevy Chase em Hot Tub Time Machine 2 e Vacation como Técnico de Banheira e Clark Griswold                                                       |
| Pior ator coadjuvante        | Josh Gad em Pixels e The Wedding Ringer como Ludlow Lamonsoff e Doug Harris                                                                      |
| Pior ator coadjuvante        | Kevin James em Pixels como Presidente William Cooper                                                                                             |
| Pior ator coadjuvante        | Jason Lee em Alvin and the Chipmunks: The Road Chip como David "Dave" Seville                                                                    |
| Pior atriz coadjuvante       | Kaley Cuoco em Alvin and the Chipmunks: The Road Chip (voz) e The Wedding Ringer como Eleanor e Gretchen Palmer                                  |
| Pior atriz coadjuvante       | Rooney Mara em Pan como Tigrinha |
| Pior atriz coadjuvante       | Michelle Monaghan em Pixels como Tenente-Coronel Violet van Patten                                                                               |
| Pior atriz coadjuvante       | Julianne Moore em Seventh Son como Mãe Malkin |
| Pior atriz coadjuvante       | Amanda Seyfried em Love the Coopers e Pan como Ruby e Mary                                                                                       |
| Pior combo em cena           | Jamie Dornan e Dakota Johnson em Fifty Shades of Grey                                                                                            |
| Pior combo em cena           | Todos os "Fantásticos" (Miles Teller, Michael B. Jordan, Kate Mara e Jamie Bell) em Fantastic Four                                               |
| Pior combo em cena           | Johnny Depp e seu bigode colado em Mortdecai |
| Pior combo em cena           | Kevin James e tanto o seu Segway ou o seu bigode colado em Paul Blart: Mall Cop 2                                                                |
| Pior combo em cena           | Adam Sandler e qualquer par de sapatos em The Cobbler                                                                                            |
| Pior remake ou sequência     | Fantastic Four (20th Century Fox) |
| Pior remake ou sequência     | Alvin and the Chipmunks: The Road Chip (20th Century Fox)                                                                                        |
| Pior remake ou sequência     | Hot Tub Time Machine 2 (Paramount/MGM) |
| Pior remake ou sequência     | The Human Centipede 3 (Final Sequence) (IFC Films)                                                                                               |
| Pior remake ou sequência     | Paul Blart: Mall Cop 2 (Columbia) |
| Pior diretor                 | Josh Trank em Fantastic Four |
| Pior diretor                 | Andy Fickman em Paul Blart: Mall Cop 2 |
| Pior diretor                 | Tom Six em The Human Centipede 3 (Final Sequence)                                                                                                |
| Pior diretor                 | Sam Taylor-Johnson em Fifty Shades of Grey |
| Pior diretor                 | The Wachowskis em Jupiter Ascending |
| Pior roteiro                 | Fifty Shades of Grey (roteiro de Kelly Marcel, baseado no romance escrito por E. L. James)                                                       |
| Pior roteiro                 | Fantastic Four (roteiro de Jeremy Slater, Simon Kinberg e Josh Trank, baseado nos quadrinhos da Marvel Comics criados por Stan Lee e Jack Kirby) |
| Pior roteiro                 | Jupiter Ascending (escrito por The Wachowskis)                                                                                                   |
| Pior roteiro                 | Paul Blart: Mall Cop 2 (escrito por Nick Bakay e Kevin James)                                                                                    |
| Pior roteiro                 | Pixels (roteiro de Tim Herlihy e Timothy Dowling, história de Tim Herlihy, baseado no curta-metragem de Patrick Jean)                            |
| Prêmio Framboesa da Redenção | Sylvester Stallone (Maior vencedor do Framboesa de Ouro de todos os tempos para uma atuação elogiada e premiada em Creed)                        |
| Prêmio Framboesa da Redenção | Elizabeth Banks (Do prêmio de pior diretor em Movie 43 para dirigir o sucesso Pitch Perfect 2)                                                   |
| Prêmio Framboesa da Redenção | M. Night Shyamalan (Das suas inúmeras indicações e vitórias para dirigir o sucesso The Visit)                                                    |
| Prêmio Framboesa da Redenção | Will Smith (Das suas "vitórias" em After Earth para estrelar Concussion)                                                                         |

### Lista de nomeados
Os 17 filmes seguintes receberam nomeações:
| Nomeações | Filme                                  |
| --------- | -------------------------------------- |
| 6         | Fifty Shades of Grey                   |
| 6         | Jupiter Ascending                      |
| 6         | Paul Blart: Mall Cop 2                 |
| 6         | Pixels                                 |
| 5         | Fantastic Four                         |
| 3         | Mortdecai                              |
| 3         | Alvin and the Chipmunks: The Road Chip |
| 2         | The Cobbler                            |
| 2         | The Human Centipede 3 (Final Sequence) |
| 2         | Hot Tub Time Machine 2                 |
| 2         | The Wedding Ringer                     |
| 2         | Pan                                    |
| 1         | Home Sweet Hell                        |
| 1         | The Boy Next Door                      |
| 1         | Vacation                               |
| 1         | Seventh Son                            |
| 1         | Love the Coopers                       |

### Lista de vitórias
Os 5 filmes seguintes venceram em alguma categoria:
| Vitórias | Filme                                  |
| -------- | -------------------------------------- |
| 5        | Fifty Shades of Grey                   |
| 3        | Fantastic Four                         |
| 1        | Jupiter Ascending                      |
| 1        | Alvin and the Chipmunks: The Road Chip |
| 1        | The Wedding Ringer                     |